# Fred Gallagher
Fred Gallagher (nacido en 1968), ilustrador estadounidense quien después se convirtió en dibujante de webcomic de tiempo completo.
Es conocido por ser el artista y cocreador de Megatokyo (del cual, Gallagher es actualmente el dueño completo de sus derechos de propiedad). También es conocido con el nickname de Piro, el personaje principal de Megatokyo, del cual ha afirmado que es una versión idealizada de él mismo cuando estaba en la universidad. Él no tiene algún parecido físico con su contraparte del webcomic. Tomó este nombre a partir del nombre del gato que aparece en el juego ren'ai Kanon. Su esposa Sarah es conocida como Seraphim, un personaje secundario de Megatokyo. Residen en Ann Arbor, Míchigan. Fred ha viajado en varias ocasiones a Japón; sin embargo, contrario a la creencia popular, él no habla japonés en forma fluida.